# !BYE BYE
「!BYE BYE」（バイバイ）は、1992年5月27日に、東芝EMI / EASTWORLDからリリースされた山下久美子の22枚目のシングル。

## 作品概要
- NISSEKI『レーサー100』CMソング[注 1]。
- 前作「Tonight (星の降る夜に)」から、約1年ぶりとなるシングル。

## 収録曲
| 全作詞: 山下久美子、全作曲: 布袋寅泰、全編曲: 布袋寅泰・門倉聡。 |                      |            |            |      |
| #                                                                | タイトル             | 作詞       | 作曲・編曲 | 時間 |
| 1.                                                               | 「!BYE BYE」         | 山下久美子 | 布袋寅泰   | 3:26 |
| 2.                                                               | 「あなたが、いた夏」 | 山下久美子 | 布袋寅泰   | 5:18 |
| 合計時間:                                                        | 合計時間:            | 8:44       |            |      |